# Лузан Людмила Володимирівна
Людмила Володимирівна Лузан (нар. 27 березня 1997, Івано-Франківськ, Україна) — українська спортсменка, веслувальниця-каноїстка, срібна призерка Олімпійських ігор 2020 та 2024 років у каное-двійках, бронзова призерка Олімпійських ігор 2020 року в каное-одиночках, чемпіонка світу, дворазова чемпіонка Європи, багаторазова призерка чемпіонатів світу та Європи.

## Кар'єра
Людмила Лузан народилася 27 березня 1997 року в Івано-Франківську. У дитинстві займалася спортивною гімнастикою та здобула спортивне звання майстра спорту. Через високий зріст їй було важко виконувати складніші гімнастичні елементи, тому вона вирішила змінити вид спорту. Брат Людмили займався веслуванням і вона також вирішила спробувати себе у веслуванні. Гімнастичне минуле допомогло їй легко адаптуватися і вона зуміла швидко прогресувати в новому виді спорту.
У 2013 році вона стала бронзовою призеркою чемпіонату світу серед юніорів на дистанції 200 метрів, а у 2014 році виграти срібну медаль чемпіонату Європи серед юніорів на цій же дистанції. Вдалі виступи дозволили молодій спортсменці поїхати на юнацькі Олімпійські ігри, де вона виграла срібну медаль у спринті.
У 2015 році вперше стала чемпіонкою світу серед юніорів. Вона перемогла на дистанції 500 метрів, а на дистанції 200 метрів виграла срібну медаль. Також цього року відбувся дебют спортсменки на дорослому чемпіонаті світу, де вона посіла третє місце у фінал B.
У 2018 році Людмила Лузан виграла свою першу медаль на дорослих змаганнях. На чемпіонаті Європи у Белграді вона стала третьою на дистанції 500 м. На молодіжному чемпіонаті світу вона змагалася у трьох фіналах, але виграти медаль їй не вдалося. На дорослому чемпіонаті світу їй успішно виступити також не вдалося. Її найкращим результатом стало шосте місце в каное-одиночках на дистанції 500 м.

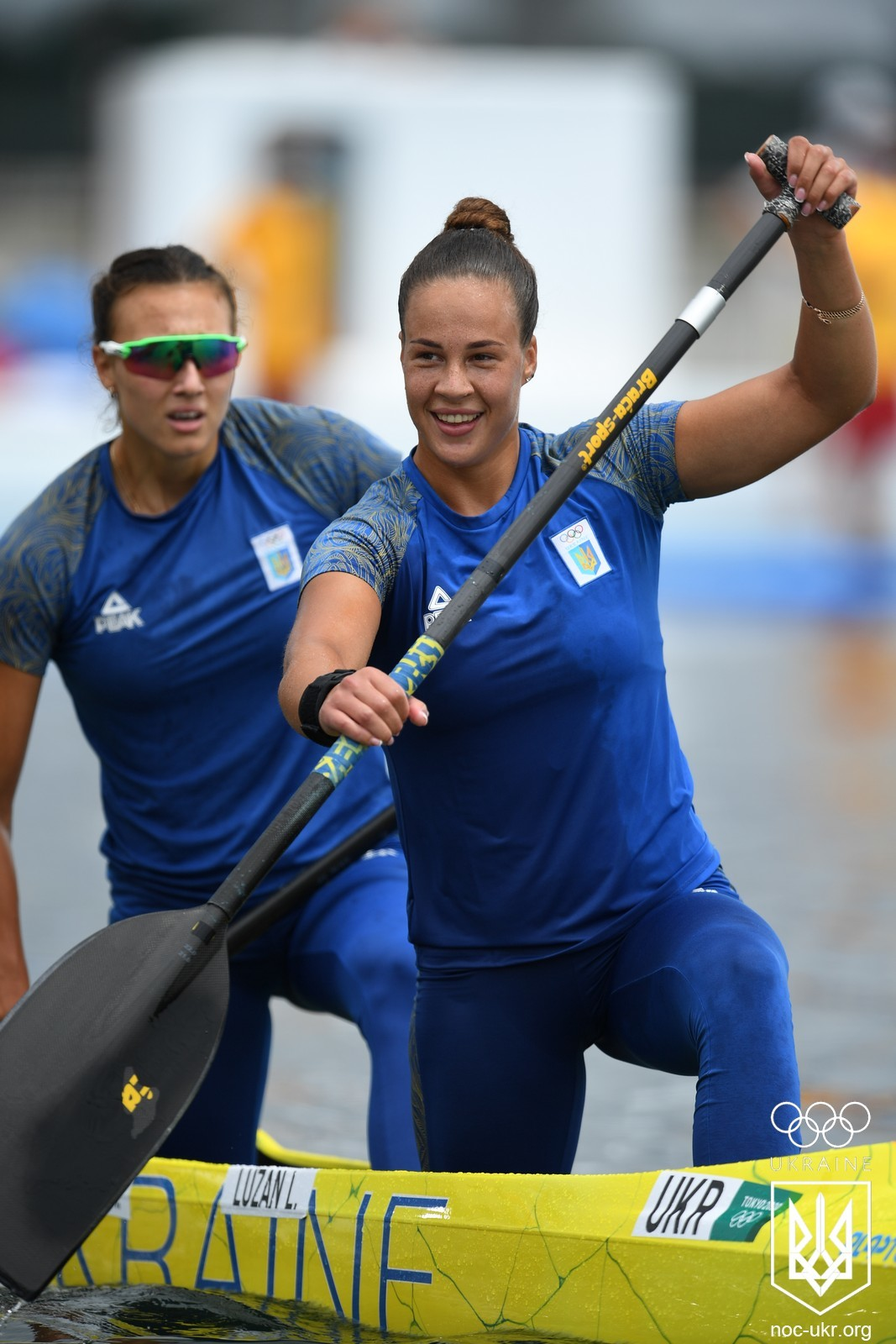
Анастасія Четверікова (позаду) та Людмила Лузан (попереду) на Олімпійських іграх 2020

У 2019 році відбувся певний спад у результатах. Після поразки на чемпіонаті України, Людмила Лузан вирішила змінити тренера та почала працювати з Миколою Івановичем Мацапурою, який мав серед вихованці призерів Олімпійських ігор, чемпіонатів світу та Європи. Протягом року на великих турнірах вона виступала лише у каное-двійках у парі з Анастасією Четверіковою. На Європейських іграх, вони здобули п'яте місце на дистанції 500 м. На молодіжному чемпіонаті світу — перемогли на дистанції 500 м та виграли срібну медаль дистанції 200 м. Після чого відбувся дорослий чемпіонат світу на якому українки на дистанції 200 метрів стали шостими, а на олімпійській дистанції 500 м посіли сьоме місце. Цей результат дозволив їм виграти ліцензію на Олімпійські ігри в Токіо.
Сезон 2021 року Людмила Лузан розпочала у травні на етапі Кубка світу в Сегеді. Там вона завоювала дві золоті та дві бронзові медалі. Після цього, на початку червня, Людмила успішно виступила на чемпіонаті Європи. Спершу вона стала чемпіонкою Європи, вигравши фінальний заїзд у каное-одиночках на дистації 500 метрів. Потім її екіпаж з Анастасією Четверіковою здобув перемогу на олімпійській дистанції 500 метрів. На дистанції 200 метрів цей екіпаж також виграв бронзові медалі, а в особистому заїзді на олімпійській дистанції 200 метрів, Лузан виграла срібну медаль. Вигравши чотири медалі на одному чемпіонаті Європи, Людмила Лузан встановила історичне досягнення для українських веслувальників.
4 серпня 2021 року на літніх Олімпійських іграх 2020 року в Токіо спортсменка провела свій перший заїзд на змаганнях. Вона впевнено перемогла у кваліфікаційному заїзді на дистанції 200 метрів та одразу вийшла у півфінал. Наступного дня, у півфіналі, вона також здобула перемогу та вийшла у фінал, у якому українська спортсменка на останніх метрах дистанції зуміла випередити польську спорсменку Дороту Боровську та завоювати бронзову медаль. 6 серпня вона розпочала виступ у каное-двійках разом із Анастасією Четверіковою на дистанції 500 метрів. Український екіпаж впевнено переміг у попередніх заїздах та півфіналі. У фіналі українки поступилися лише китайському екіпажу, який виступав як чинні чемпіони світу, завоювавши срібні нагороди. За підсумками Олімпійських ігор Людмила Лузан, із двома медалями, стала однією з найкращих українських спортсменів. Як наслідок, НОК України вибрав її прапороносцем української збірної на церемонії закриття Олімпійських ігор.
У кінці серпня Людмила отримала запрошення на Суперкубок міжнародної федерації каное. Там вона виграла золоту та бронзову медаль. Успішний сезон для спортсменки продовжився на чемпіонаті світу, що відбувався у Копенгагені. 18 вересня українка перемогла у парі з Анастасією Четверіковою на дистанції 500 метрів. Цього ж дня вона виступила в особистому фіналі на дистанції 500 метрів, де поступилася лише чилійській веслувальниці Мірії Міллард. Наступного дня у неї відбувся особистий фінал на дистанції 200 метрів, де вона посіла четверте місце. Вперше на чемпіонатах світу відбувся розіграш медалей серед жінок у каное-четвірках. Український екіпаж, у якому також виступила Людмила, у фіналі дистанції 500 метрів виграв бронзові медалі. Завоювавши три медалі на одному чемпіонаті світу, Людмила встановила рекорд серед українських веслувальників.
Потрапила до списку 2021 року рейтингу «30 до 30» бізнес-видання «Forbes», але відмовилася розповісти про себе та свої життєві позиції.
«Вона трохи замкнена в собі, нічого не розповідає. Але я бачу її ставлення до тренувань та ідеальне виконання плану», — розповів тренер Микола Мацапура.

### Кубки світу

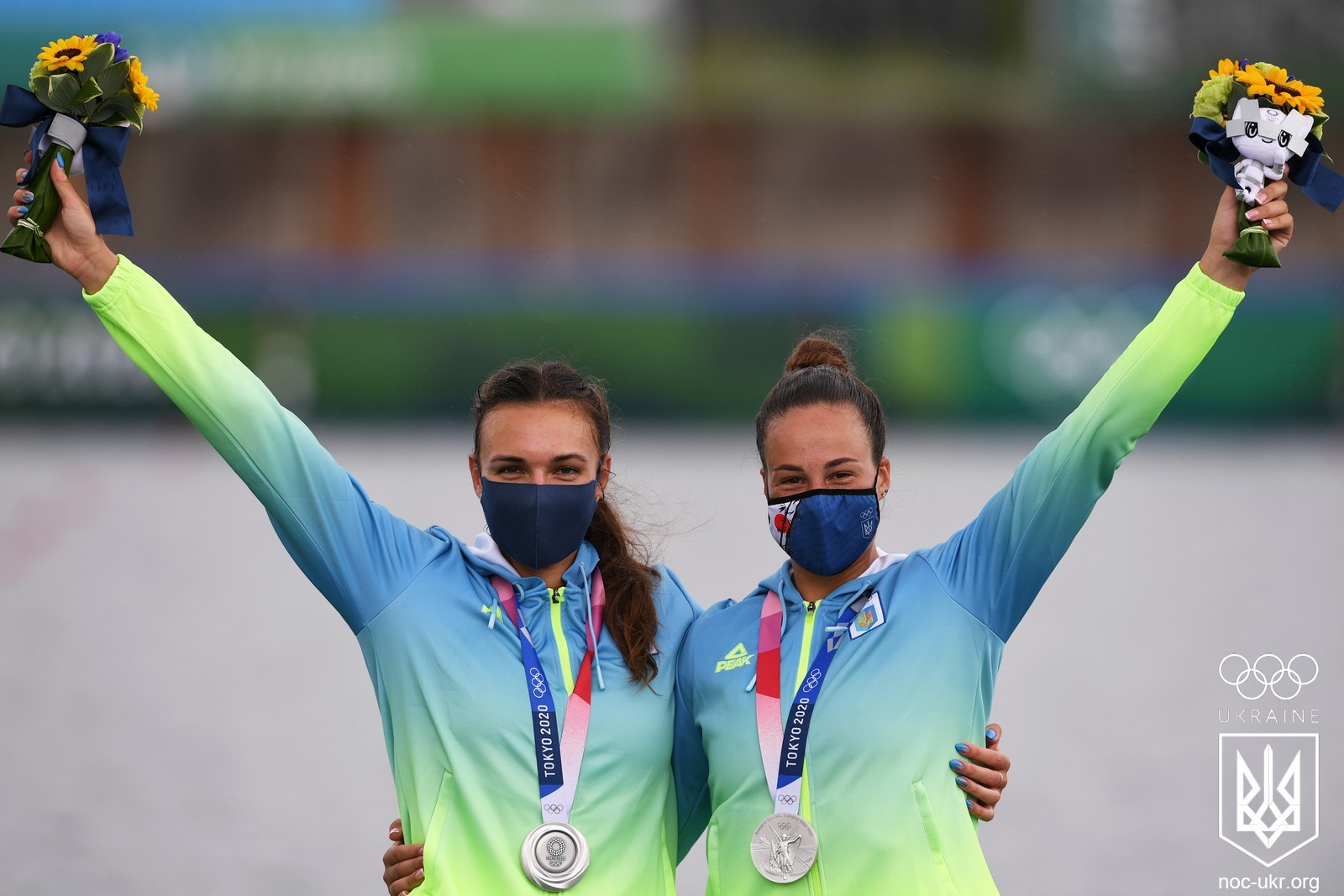
Людмила Лузан та Анастасія Четверікова на п'єдесталі Олімпійських ігор

## Найкращі результати
| - — Олімпійські ігри 2020 (Токіо, Японія) (каное-двійки, 500 метрів) - — Олімпійські ігри 2020 (Токіо, Японія) (каное-одиночки, 200 метрів) - — Чемпіонат світу 2021 (Копенгаген, Данія) (каное-двійки, 500 метрів) - — Чемпіонат світу 2021 (Копенгаген, Данія) (каное-одиночки, 500 метрів) - — Чемпіонат світу 2021 (Копенгаген, Данія) (каное-четвірки, 500 метрів) - — Чемпіонат світу серед юніорів 2015 (Монтемор-у-Велю, Португалія) (каное-одиночки, 500 метрів) - — Чемпіонат світу серед юніорів 2015 (Монтемор-у-Велю, Португалія) (каное-одиночки, 200 метрів) - — Чемпіонат світу серед юніорів 2013 (Велланд, Канада) (каное-одиночки, 200 метрів) - — Чемпіонат Європи 2021 (Пловдив, Болгарія) (каное-двійка, 500 метрів) - — Чемпіонат Європи 2021 (Пловдив, Болгарія) (каное-одиночки, 500 метрів) - — Чемпіонат Європи 2021 (Пловдив, Болгарія) (каное-одиночки, 200 метрів) - — Чемпіонат Європи 2018 (Белград, Сербія) (каное-одиночки, 500 метрів) - — Чемпіонат Європи 2021 (Пловдив, Болгарія) (каное-двійка, 200 метрів) - — Чемпіонат Європи серед юніорів 2014 (Мант-ла-Жолі, Франція) (каное-одиночки, 200 метрів) - — Чемпіонат Європи серед молоді 2019 (Рачице, Чехія) (каное-двійка, 500 метрів) - — Чемпіонат Європи серед молоді 2019 (Рачице, Чехія) (каное-двійка, 200 метрів) | - — Кубок світу 2020 (Сегед, Угорщина) (каное-двійки, 500 метрів) - — Кубок світу 2020 (Сегед, Угорщина) (каное-одиночки, 500 метрів) - — Кубок світу 2021 (Сегед, Угорщина) (каное-двійки, 500 метрів) - — Кубок світу 2021 (Сегед, Угорщина) (каное-одиночки, 500 метрів) - — Кубок світу 2022 (Рачице, Чехія) (каное-одиночки, 500 метрів) - — Кубок світу 2022 (Рачице, Чехія) (каное-одиночки, 1000 метрів) - — Кубок світу 2016 (Монтемор-у-Велю, Португалія) (каное-одиночки, 200 метрів) - — Кубок світу 2020 (Сегед, Угорщина) (каное-одиночки, 200 метрів) - — Кубок світу 2017 (Монтемор-у-Велю, Португалія) (каное-одиночки, 200 метрів) - — Кубок світу 2017 (Монтемор-у-Велю, Португалія) (каное-одиночки, 500 метрів) - — Кубок світу 2017 (Сегед, Угорщина) (каное-одиночки, 500 метрів) - — Кубок світу 2019 (Познань, Польща) (каное-двійки, 200 метрів) - — Кубок світу 2019 (Познань, Польща) (каное-двійки, 500 метрів) - — Кубок світу 2019 (Познань, Польща) (каное-одиночки, 500 метрів) - — Кубок світу 2021 (Сегед, Угорщина) (каное-двійки, 200 метрів) - — Кубок світу 2021 (Сегед, Угорщина) (каное-одиночки, 200 метрів) |

## Державні нагороди

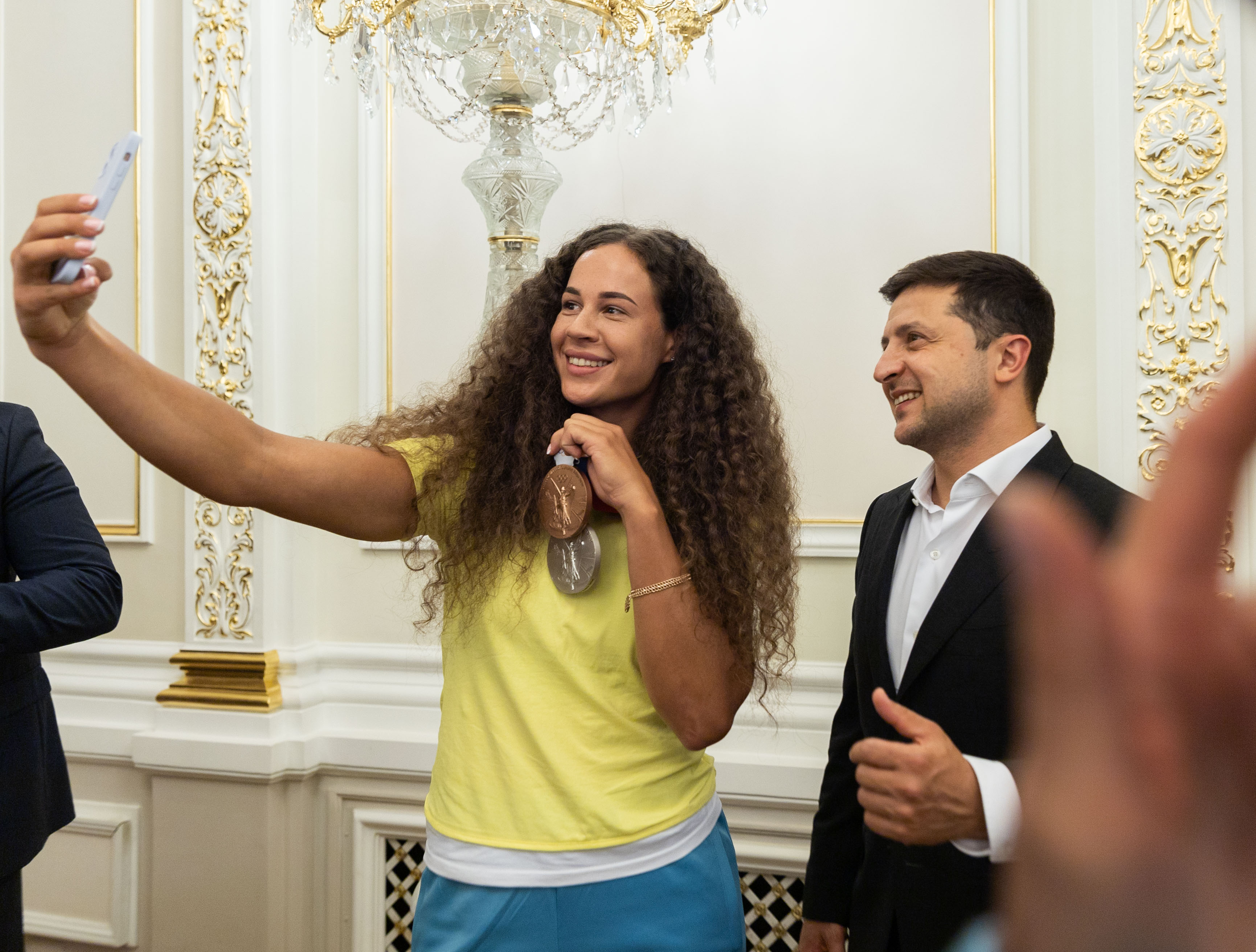
Людмила Лузан робить селфі з Президентом України Володимиром Зеленським 17 серпня 2021 року на зустрічі Президента з олімпійцями

- Орден княгині Ольги I ст. (23 серпня 2024) — За досягнення високих спортивних результатів на ХХХІІІ літніх Олімпійських іграх у місті Парижі (Французька Республіка), виявлені самовідданість та волю до перемоги, утвердження міжнародного авторитету України.[21]
- Орден княгині Ольги II ст. (7 вересня 2023) — За досягнення високих спортивних результатів на ІІІ Європейських іграх у м. Кракові (Республіка Польща), виявлені самовідданість та волю до перемоги, піднесення міжнародного авторитету України.[22]
- Орден княгині Ольги III ст. (16 серпня 2021) — За досягнення високих спортивних результатів на ХХХІІ літніх Олімпійських іграх в місті Токіо (Японія), виявлені самовідданість та волю до перемоги, утвердження міжнародного авторитету України.[23]